# Combes de la Côte dijonnaise
Combes de la Côte dijonnaise este o arie protejată (sit de importanță comunitară — SCI) din Franța întinsă pe o suprafață de 2.787 ha, integral pe uscat.

## Localizare
Centrul sitului Combes de la Côte dijonnaise este situat la coordonatele 47°13′30″N 4°56′18″E / 47.225°N 4.93833°E.

## Înființare
Situl Combes de la Côte dijonnaise a fost declarat arie specială de conservare în baza directivei 92/43 din 1992 referitoare la conservarea habitatelor naturale și a faunei și florei sălbatice pentru a proteja 1 specie de plante și 12 specii de animale.

## Biodiversitate
Situată în ecoregiunea continentală, aria protejată conține 16 habitate naturale: Grohotișuri termofile și vest-mediteraneene, Pante stâncoase calcaroase cu vegetație casmofită, Formațiuni stabile xerotermofile de Buxus sempervirens pe pante stâncoase (Berberidion p.p.), Pajiști uscate seminaturale și facies de acoperire cu tufișuri pe substraturi calcaroase (Festuco-Brometalia) (* situri importante pentru orhidee), Formațiuni de Juniperus communis pe lande sau pajiști calcaroase, Păduri de stejar sau de stejar și carpen sub-atlantice și medio-europene de Carpinion betuli, Păduri de fag din Europa Centrală dezvoltate pe sol calcaros cu Cephalanthero-Fagion, Păduri de fag Asperulo-Fagetum, Păduri pe pante, grohotișuri și ravene de Tilio-Acerion, Pajiști carstice calcaroase sau bazofile, de Alysso-Sedion albi, Ape stătătoare oligotrofe până la mezotrofe, cu vegetație de Littorelletea uniflorae și/sau de Isoëto-Nanojuncetea, Ape puternic oligomezotrofe cu vegetație bentonică cu Chara spp., Pajiști cu Molinia pe soluri calcaroase, turboase sau argilos-nămoloase (Molinion caeruleae), Fânețe de joasă altitudine (Alopecurus pratensis, Sanguisorba officinalis), Grohotișuri medio-europene calcaroase, de la nivel colinar și montan, Peșteri inaccesibile publicului.
La baza desemnării sitului se află mai multe specii protejate:
- plante (1): mușchi (Dicranum viride)
- mamifere (8): liliac cârn (Barbastella barbastellus), liliac cu aripi lungi (Miniopterus schreibersii), liliac cu urechi mari (Myotis bechsteinii), liliac cărămiziu (Myotis emarginatus), liliac comun (Myotis myotis), liliacul mediteranean cu potcoavă (Rhinolophus euryale), liliacul mare cu potcoavă (Rhinolophus ferrumequinum), liliacul mic cu potcoavă (Rhinolophus hipposideros)
- nevertebrate (4): fluturele auriu (Euphydryas aurinia), fluturele flitirar (Euphydryas maturna), Euplagia quadripunctaria, fluturele purpuriu (Lycaena dispar)

Pe lângă speciile protejate, pe teritoriul sitului au mai fost identificate 42 de specii de plante, 13 specii de păsări, 5 specii de amfibieni, 4 specii de mamifere, 8 specii de nevertebrate, 8 specii de reptile.